# Wieder mal angeklagt
Wieder mal angeklagt ist das zweite Soloalbum des Düsseldorfer Rappers Al-Gear. Es erschien am 23. Mai 2014 über sein eigenes Label Milfhunter Records und wird von distri sowie Soulfood vertrieben. Das Album wurde als Standard- und Limited-Milfhunter-Edition, inklusive Instrumentals, DVD, Autogrammkarte und T-Shirt, veröffentlicht.

## Entstehungsgeschichte und Vermarktung
Nach Veröffentlichung seines Debütalbums Kein Feat. für Spastis im November 2012 über das Label BlackLine Records kam es zu Streitigkeiten zwischen Al-Gear und der Labelleitung, in deren Verlauf der Rapper das Label 2013 verließ. Anfang 2014 gründete Al-Gear sein eigenes Label Milfhunter Records. Ursprünglich sollte Wieder mal angeklagt schon am 28. März 2014 erscheinen, wurde dann jedoch auf den 9. Mai und schließlich auf den 23. Mai 2014 verschoben.
Im Vorfeld des Erscheinens von Wieder mal angeklagt veröffentlichte Al-Gear auf YouTube Videos zu den Titeln Intro und Multikriminell. Außerdem erschien am 16. April 2014 ein Trailer zur beiliegenden DVD der Limited-Edition und am 13. Mai 2014 wurde ein neunminütiges Snippet des Albums veröffentlicht. Eine Woche vor Albumveröffentlichung erschien zudem das Lied Hoffnungslos und am Erscheinungstag von Wieder mal angeklagt ein Video zum Stück Kriminell und asozial.

## Produktion
Die Beats der Lieder des Albums wurden unter anderem von Sceptikk und Gordon X produziert.

## Covergestaltung
Das Albumcover zeigt Al-Gear umgeben von drei teils vermummten Männern, die Schusswaffen auf ihn richten. Er hält einer Frau ein Messer an die Kehle und neben ihm kriecht ein Mann, den er an der Leine hält. Dieser Mann soll den Rapper Firuz K darstellen, der ehemals ein Labelkollege von Al-Gear war und mit dem er sich mittlerweile zerstritten hat. Oben im Bild stehen die Schriftzüge Milfhunter Records präsentiert in weiß und Al•Gear in schwarz, während sich der Titel Wieder mal angeklagt im unteren Bildteil befindet. Im Hintergrund ist ein Wohnblock zu erkennen.

## Gastbeiträge
Auf sieben bzw. acht Liedern des Albums treten neben Al-Gear andere Künstler in Erscheinung. So hat der Rapper Kollegah einen Gastauftritt beim Song Kriminell und asozial, während Mosh36 in Multikriminell zu hören ist. Nabil M unterstützt Al-Gear auf Ohne 3arabis läuft nix, wogegen Aber egal eine Kollaboration mit den Rappern Massiv und El Mouss ist. Weitere Gastbeiträge stammen von den Rappern Capkekz auf Qual der Wahl und MC Bogy bei Düsseldorf/Berlin. Außerdem wird der Refrain des Stückes Karma von dem Düsseldorfer Sänger Shine Buteo gesungen. Der Bonussong Düsseldorf Remix stellt zudem eine Zusammenarbeit mit den Untergrund-Künstlern Capital, AlmanG, El Mouss, Yay Rif und Noel dar.

## Titelliste
| #  | Titel                    | Gastbeiträge        | Länge |
| -- | ------------------------ | ------------------- | ----- |
| 1  | Intro                    |                     | 1:25  |
| 2  | Multikriminell           | Mosh36              | 3:29  |
| 3  | Hoffnungslos             |                     | 2:40  |
| 4  | Kriminell und asozial    | Kollegah            | 3:20  |
| 5  | Was ist los Motherfucker |                     | 3:14  |
| 6  | Skit (Cavalli-Tune)      |                     | 1:17  |
| 7  | Milfhunter               |                     | 2:59  |
| 8  | Kanackenparty            |                     | 2:25  |
| 9  | Streifzug                |                     | 4:14  |
| 10 | Ich geh meinen Weg       |                     | 2:52  |
| 11 | Skit (Die kleine Rose)   |                     | 1:56  |
| 12 | Ohne 3arabis läuft nix   | Nabil M             | 2:30  |
| 13 | Aber egal                | Massiv und El Mouss | 3:40  |
| 14 | Karma                    | Shine Buteo         | 5:13  |
| 15 | Qual der Wahl            | Capkekz             | 2:59  |
| 16 | Düsseldorf/Berlin        | MC Bogy             | 3:22  |
| 17 | HIFYM                    |                     | 3:38  |

Bonussong der Limited-Milfhunter-Edition
| #  | Titel            | Gastbeiträge                                | Länge |
| -- | ---------------- | ------------------------------------------- | ----- |
| 18 | Düsseldorf Remix | Capital, AlmanG, El Mouss, Yay Rif und Noel | 2:38  |

- + Instrumentals
- + DVD

## Chartplatzierungen und Singles
Wieder mal angeklagt stieg am 6. Juni 2014 auf Platz 8 in die deutschen Charts ein und hielt sich zwei Wochen in den Top 100.
Am 4. bzw. 25. April 2014 wurden die Titel Intro und Multikriminell zum Download veröffentlicht. Die dritte Single Hoffnungslos erschien am 17. Mai 2014. Alle Songs konnten sich nicht in den Charts platzieren.